# インテージホールディングス
株式会社インテージホールディングス（英: INTAGE HOLDINGS Inc.）は東京都千代田区に本社を置き、市場調査を中心とする企業グループの持株会社である。東証プライム市場上場。NTTドコモの連結子会社。

## 概要
1960年3月2日、市場調査業を目的に、株式会社社会調査研究所が創業。
消費・販売両方にパネル調査網を持ち、マーケティングに必要となる様々なリサーチソリューションを提供している。また中国をはじめ東南アジア地域におけるグローバル事業や、メディアコミュニケーション領域におけるサービス提供なども手がけている。
アメリカ・マーケティング協会（AMA）の発行する『THE 2016 AMA GOLD GLOBAL TOP 25 REPORT』（2015年度連結売上（米ドル換算）に基づくランキング）において、グループ全体で世界第9位となった。

## 沿革
参照：

### 創業
- 1960年（昭和35年）3月2日[4] - マーケティングリサーチ会社として、株式会社社会調査研究所（初代）創業。
- 1970年（昭和45年）4月 - 東京都田無市（現：西東京市）に本社移転。
- 1972年（昭和47年）9月11日[5] - 株式会社ミック長野センター設立。
- 1973年（昭和48年）5月 - 西東京市ひばりが丘に本社ビル竣工。
- 1986年（昭和61年）4月 - 連結子会社として、ミックビジネスサービスを設立。
- 1993年（平成5年）10月 - ミック長野センターが社会調査研究所（初代）を吸収合併のうえ、株式会社社会調査研究所（2代）への商号変更と西東京市への本社移転を実施。
- 1996年（平成8年）
  - 4月 - エム・アール・エス（後のインテージリサーチ）の株式取得、子会社化。
  - 4月 - 連結子会社として、ミック長野システムズを設立。
- 1997年（平成9年）7月 - 上海事務所を開設。
- 2000年（平成12年）4月 - IBRD JAPANの株式取得、子会社化。

### インテージ
- 2001年（平成13年）
  - 4月 - 株式会社インテージへ商号変更。
    - 連結子会社のミックビジネスサービスが、インテージリンクスへ商号変更。
    - 連結子会社のミック長野システムズが、インテージ長野へ商号変更。

  - 11月29日[5] - JASDAQ市場に上場。
- 2002年（平成14年）
  - 3月 - 上海市現地法人として、英徳知市場諮詢（上海）有限公司を設立。
  - 10月 - インターネット事業子会社として、インテージ・インタラクティブを設立。
- 2003年（平成15年）4月1日 - 連結子会社のIBRD JAPANがインテージのメディカルソリューション事業部を統合の上、アスクレップに商号変更[6]。
- 2005年（平成17年）11月 - 千代田区神田練塀町3番地に「インテージ秋葉原ビル」開設、同ビルに本社移転。
- 2007年（平成19年）3月 - 医療分野におけるリサーチ業を手掛けるティー・エム マーケティング（後のアンテリオ）の株式取得、連結子会社化。
- 2008年（平成20年）
  - 1月 - 東証第二部市場に上場。AMA「2008年度連結売上（米ドル換算）に基づくランキング」で世界TOP10にランクイン。
  - 4月 - インテージグループのシェアードサービス機能会社として、インテージ・アソシエイツを設立。
  - 7月 - タイ現地法人として、INTAGE (Thailand) Co., Ltd.を設立。
- 2009年（平成21年）
  - 3月 - 東証第一部市場に銘柄指定替え。
  - 10月 - 中国上海市を中心とする市場調査会社の聯恒市場研究有限公司（後の英徳知聯恒市場諮詢(上海)有限公司）を買収[7]。
- 2010年（平成22年）
  - 3月2日 - 創業50周年。
  - 9月 - 連結子会社のアスクレップが中国現地法人として、ASKLEP CHINA Inc.を設立[8]。
- 2011年（平成23年）11月 - ベトナムで市場調査事業を手掛けるFTA Research and Consultant, LLCの持分80%を取得[9][10]。
- 2012年（平成24年）
  - 4月2日 - 日本最大手の電気通信事業者であるNTTドコモとの合弁会社として、ドコモ・インサイトマーケティングを設立[11]。
  - 7月 - 連結子会社のアスクレップが台湾現地法人として、ASKLEP TAIWAN Inc.を設立。
  - 8月1日 - インド現地法人として、INTAGE INDIA Private Limitedを設立[12]。
  - 8月31日 - 医療用医薬品領域の情報処理サービス業を手掛ける医療情報総合研究所[注釈 1]を子会社化[13]。
  - 11月 - 連結子会社のアスクレップが韓国現地法人として、ASKLEP KOREA Inc.を設立[14]。
  - 12月 - マーケティングリサーチ等を手掛けるプラメド[注釈 2]を子会社化。
- 2013年（平成25年）
  - 3月 - 連結子会社のアスクレップがRESEARCH PHARMACEUTICAL SERVICE, INC.（アメリカ）との合弁会社として、RPSアスクレップを設立[15]。
  - 6月1日 - シンガポール駐在員事務所（2012年10月開設）を現地法人化、INTAGE SINGAPORE Private Limited開業[16]。
  - 7月31日 - 香港で市場調査事業を手掛けるConsumer Serch Hong Kong Ltd.の株式51%を取得[17]。

### インテージホールディングス
- 2013年（平成25年）
  - 10月1日 - 持株会社制に移行[18]。
    - 会社分割により、グループ経営管理を除く全事業をインテージ（2代）に承継
    - 株式会社インテージホールディングスに商号変更

  - 11月 - インドネシア現地法人として、PT. INTAGE INDONESIAを設立。
- 2014年（平成26年）
  - 3月 - 連結子会社のインテージが、アクセス・ジェーピーを子会社化。
  - 4月1日 - 連結子会社のインテージ（2代）のIT関連部門を、インテージ長野に統合。インテージ長野は、インテージテクノスフィアに商号変更[19]。
  - 5月30日 - インドで市場調査事業を手掛けるR.S. Market Research Solutions Private Limitedを買収[20]。
- 2015年（平成27年）
  - 3月2日 - 創業55周年
  - 7月23日 - 連結子会社のインテージテクノスフィアが、AI開発などを手掛けるクロスコンパス・インテリジェンスと資本業務提携[21]。
  - 10月 - 連結子会社のインテージがスマートTVの視聴データを対象とした調査子会社として、IXTを設立。
- 2016年（平成28年）
  - 4月1日 - 連結子会社のインテージテクノスフィアが大手総合IT企業のAGSとの合弁会社として、データエイジを設立[22]。
  - 10月 - SBIインベストメントとの共同ファンドとして、INTAGE Open Innovation投資事業有限責任組合を設立[23][24]。
- 2017年（平成29年）
  - 4月1日 - 連結子会社のインテージがアメリカ現地法人として、INTAGE USA Inc.を設立[25][26]。
  - 10月6日 - 連結子会社のインテージとIXTが、日本最大手の広告会社である電通と資本業務提携[27]。
- 2018年（平成30年）
  - 3月30日 - 医療分野向けのシステム開発などを手掛けるビルドシステムの全株式を取得[28]。
  - 9月28日 - 連結子会社のアスクレップがアサツーディ・ケイ（現：ADKホールディングス）より、医学医療系の専門広告を手掛ける協和企画の全株式を取得[29][30]。
  - 10月19日 - 連結子会社のインテージテクノスフィアが、システム開発を手掛けるエヌ・エス・ケイの株式90.9％を取得[31][32]。
- 2019年（平成31年）4月1日 - 連結子会社のアスクレップとアンテリオの合併により、インテージヘルスケアが設立[33]。
- 2020年（令和2年）
  - 3月 - 市場調査のプラットフォームを運営するマーケティングアプリケーションズ（MApps）の国際事業を譲受け[34]。手順としては①MAppsの国際事業をデータスプリングとして分社化の上、②新会社の全株式をインテージHDが取得
  - 6月 - 連結子会社のアクセス・ジェーピーが、インテージクオリスへ商号変更。
- 2021年（令和3年）
  - 5月25日 - 連結子会社のインテージが、インターネット市場調査を手掛けるリサーチ・アンド・イノベーションの株式を追加取得（計61.4％）[35][36]。
  - 7月1日 - 連結子会社の医療情報総合研究所が、インテージリアルワールドへ商号変更[37]。
  - 9月 - 連結子会社のINTAGE CHINA Inc.が、SHANGHAI HARVEST MARKET CONSULTING Co., Ltd.を買収。
- 2023年（令和5年）
  - 1月31日 - Consumer Serch Hong Kong Ltd.の保有全株式を同社経営陣に売却（翌2024年6月には同社株式を保有していた英徳知亞州控股有限公司を清算）[38]。
  - 10月23日 - NTTドコモによるTOBが成立（51%）、同社の連結子会社となる[39]。
- 2024年（令和6年）
  - 7月1日 - 親会社のNTTドコモより、同社との合弁会社であったドコモ・インサイトマーケティングの全株式を取得[40]。
  - 7月1日 - 連結子会社のインテージが、同社子会社のインテージクオリスを吸収合併[41]。
  - 9月2日 - 連結子会社のインテージヘルスケアが同社のCRO事業を、大手医薬品卸売のアルフレッサホールディングスへ売却[42][43]。

## インテージグループ
インテージグループ（英: INTAGE GROUP）は、「マーケティング支援（消費財・サービス）事業」「マーケティング支援（ヘルスケア）事業」「ビジネスインテリジェンス事業」の3セグメントで構成される。またこの3セグメントを横断するものとして、データビジネスに特化したパネル調査が挙げられる。

### マーケティング支援（消費財・サービス）事業
企業に対するマーケティング活動のサポート業務
国内事業
- 株式会社インテージ（インテージHD 100.0%）- 日本最大手のパネル調査会社

| - 株式会社インテージリサーチ（インテージ 100.0%） - 株式会社プログラミングファスト（インテージ 35.3%） |  | - 株式会社リサーチ・アンド・イノベーション（インテージ 61.4%） - INTAGE USA Inc.（インテージ 100.0%） |

- 株式会社ドコモ・インサイトマーケティング（インテージHD 100.0%）- 市場調査プラットフォームの運営等

グローバル事業
- 株式会社データスプリング（インテージHD 100.0%）- インターネット市場調査

| - dataSpring Korea Inc.（データスプリング 98.0%） - dataSpring Singapore PTE LTD（データスプリング 99.8%） - DATA SPRING CHINA Inc.（データスプリング 75.0%） |  | - dataSpring Global Research USA, Inc.（データスプリング 100.0%） - dataSpring Philippines, Inc.（データスプリング 99.8%） |

| - INTAGE CHINA Inc.（インテージHD 90.0%） - Shanghai Harvest Market Consulting Co., Ltd.（INTAGE CHINA 51.0%） - INTAGE INDIA Pvt Ltd.（インテージHD 91.0%） - PT. INTAGE INDONESIA（インテージHD 60.0%） |  | - INTAGE (Thailand) Co., Ltd.（インテージHD 100.0%） - INTAGE VIETNAM LLC（インテージHD 100.0%） - INTAGE SINGAPORE PTE. LTD.（インテージHD 100.0％） |

### マーケティング支援（ヘルスケア）事業
製薬企業に向けた医薬品開発の受託およびマーケティング活動のサポート業務
- 株式会社インテージヘルスケア（インテージHD 100.0%）- 医薬品（一般用・医療用）の市場調査

| - 株式会社協和企画（インテージヘルスケア 100.0%） - 株式会社インテージリアルワールド（インテージヘルスケア 100.0%） |  | - 株式会社プラメド（インテージヘルスケア 100.0%） - Plamed Korea Co., Ltd.（インテージヘルスケア 51.0%） |

### ビジネスインテリジェンス事業
データ解析に関わるシステム開発や業界別ソリューションの提供
- 株式会社インテージテクノスフィア（インテージHD 100.0%）- 医療・運輸・健康管理など多岐にわたる分野でのSI事業

| - 株式会社データエイジ（インテージTS 100.0%） - エヌ・エス・ケイ株式会社（インテージTS 100.0%） |  | - 株式会社ビルドシステム（インテージTS 100.0%） |

- 株式会社高速屋（インテージHD 40.0%、デンソー 60.0%）

### コーポレート業務
| - 株式会社インテージ・アソシエイツ（インテージHD 100%）- シェアードサービス事業 |  | - INTAGE Open Innovation投資事業有限責任組合（インテージHD 96.0％、SBIインベストメント 4.0%）- ベンチャー企業への投資 |